# Marcos 3

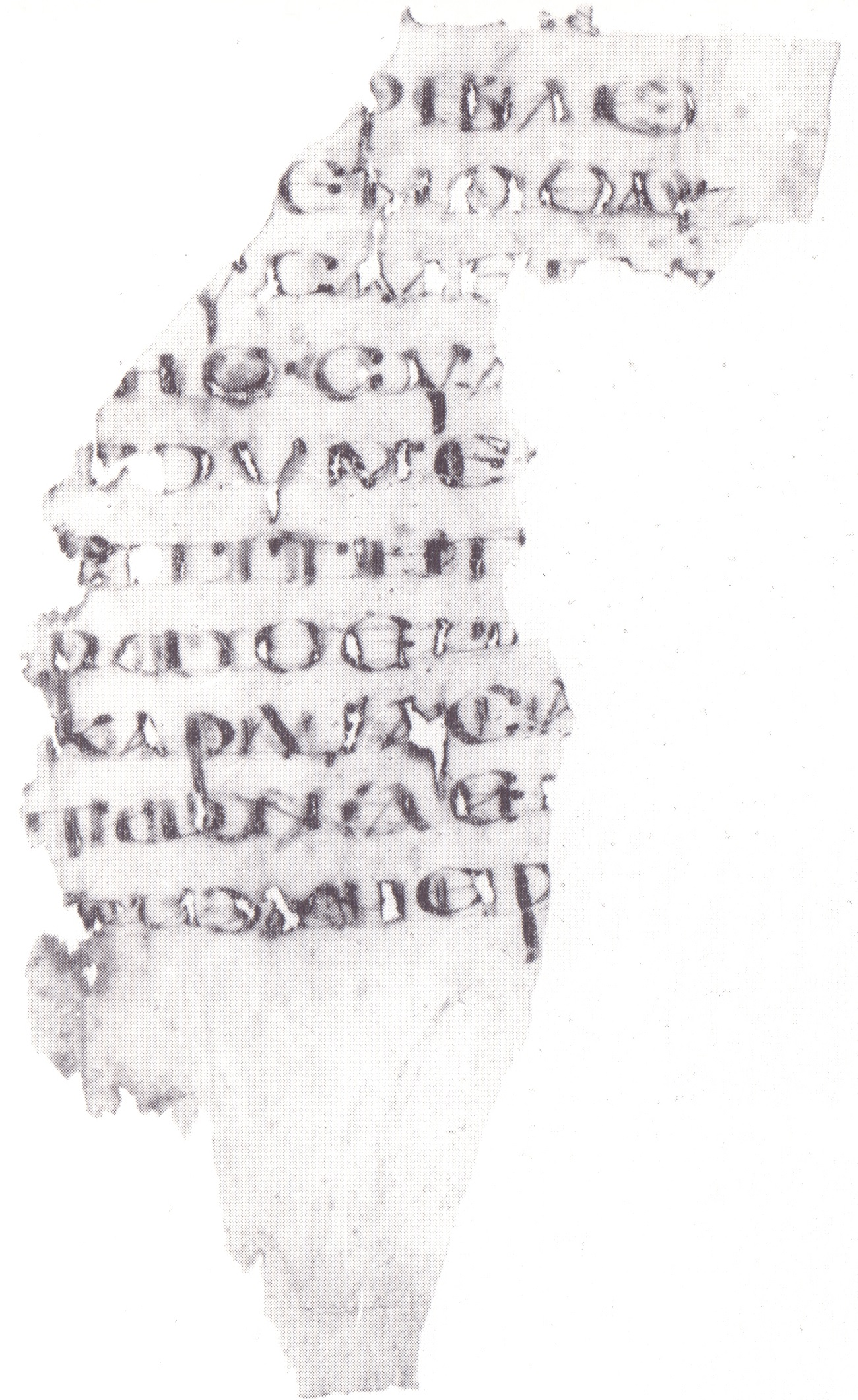
Marcos 3:2-3 de Uncial 0213 (siglos V/VI)}

Marcos 3 es el tercer capítulo del Evangelio de Marcos del Nuevo Testamento de la Biblia cristiana. Relata un conflicto sobre la curación en sábado, el elección de los Doce Apóstoles, un conflicto con los escribas de Jerusalén y un encuentro de Jesús con su propia familia.

## Texto
El texto original fue escrito en griego koiné. Este capítulo se divide en 35 Versículos.

### Testigos textuales
Algunos manuscritos antiguos que contienen el texto de este capítulo son:
- Codex Vaticanus (325-350; completo)
- Codex Sinaiticus (330-360; completo)
- Codex Bezae (~400; completo)
- Codex Alexandrinus (400-440; completo)
- Codex Ephraemi Rescriptus (~450; completo).

## Curación en sábado
Continuando con el tema del sábado del capítulo anterior, Marcos 3 se abre con Jesús curando a un hombre con una mano seca en sábado en la Sinagoga. La palabra ἐξηραμμένην (exērammenēn) se traduce como "paralítico" en la International Standard Version. Marcos utiliza el adverbio πάλιν (palin, otra vez), indicando que se trata de la sinagoga de Cafarnaún, la misma que la de Marcos 1:21-28, aunque en la New American Standard Bible se lee "una sinagoga".
"Algunas personas", probablemente los fariseos, que se mencionan en Marcos 2:24, 27, estaban allí específicamente esperando a ver si Jesús curaba a alguien en sábado, para poder acusarle de infringirlo. Los rabinos de la época sólo permitían curar en sábado si la persona estaba en grave peligro, una situación para la que su mano no cumplía los requisitos. El artículo de la Enciclopedia Judía sobre Jesús señala: "... los rabinos más estrictos sólo permitían salvar la vida para excusar el más mínimo recorte del descanso sabático (Shab. xxii. 6)". En el relato paralelo del Lucas, son "los escribas y fariseos" los que "le vigilan de cerca".
Jesús pregunta a la gente: "¿Qué es lícito en sábado: hacer bien o hacer mal, salvar la vida o matar?". (Marcos 3:4) No le contestan y él, airado, mira a su alrededor a la multitud y está "angustiado por la obstinación de sus corazones" (Marcos 3:5). El fundador del Metodista, John Wesley, sugirió que sus adversarios ya estaban buscando la ocasión de matarlo. Le dice al hombre que extienda la mano, cosa que hace y entonces, aparentemente al instante, queda curado. Muchas otras historias de curación de la época implicaban que el sanador trabajara de alguna manera para efectuar la curación, en comparación con esta acción rápida y casi sin esfuerzo. Marcos podría estar destacando lo grandes que consideraba que eran los poderes de Jesús. Jesús también equipara no hacer el bien con hacer el mal y dice que es más importante, incluso o quizás especialmente, no dejar que el mal y el sufrimiento ocurran por inacción.
Según Marcos, este milagro es el acicate que pone a los fariseos, así como a los herodianos, en contra de Jesús, haciéndoles salir tras esto y conspirar para matarle. De este modo, la reacción de un número considerable de judíos pasa del asombro a la oposición frontal. Marcos ya ha empezado a presagiar la muerte de Jesús, con esto, así como con el dicho sobre el novio y el ayuno en Marcos 2:19-20. Algunos consideran improbable que estos dos grupos trabajaran juntos, ya que los fariseos se oponían al Roma y Herodes estaba respaldado y apoyaba a Roma, véase también Judea (provincia romana). Marcos, sin embargo, puede estar subrayando la doble naturaleza y la gravedad de la oposición a Jesús.
Esto también ocurre en Mateo 12:9-14, aunque Jesús pregunta sobre cómo se salvaría a una oveja en sábado y cómo ayudar a una persona es más importante que ayudar a una oveja. Lucas 6:6-11 es casi igual que esta sección de Marcos, aunque Lucas no afirma que planearan matarlo, sólo que estaban "furiosos" y hablaban sobre qué hacer con Jesús.

### Comentarios
Termina así la serie de controversias con escribas y fariseos que se había iniciado anteriormente. Dicen que Jesús y sus acciones cuentan con la oposición de los demonios, y, además, con la oposición de los hombres. La contradicción se inició al final del capítulo anterior, cuando algunos escribas «pensaban en sus corazones» que Jesús blasfemaba; después le han planteado cuestiones capciosas, le han acusado por la conducta de sus discípulos ahora le vigilan decididos a perderle. Este episodio ratifica lo dicho en el anterior: Jesús es «señor del sábado». Es el Mesías con poder divino y lo manifiesta en las curaciones que realiza. La actitud hipócrita de fariseos y herodianos, que están enfrentados entre sí, se unen contra Jesús lo que justifica la tristeza de Jesús.
A propósito de los sentimientos de Jesús, comenta San Agustín: 

Estas afecciones, dirigidas y enderezadas por la recta razón hacia su fin propio, ¿quién se atreverá a llamarlas enfermedades del alma o pasiones viciosas? El Señor, que se dignó llevar una vida humana en forma de siervo, pero que carecía totalmente de pecado, hizo uso de ellas cuando juzgó que debía hacerlo. Porque la verdad es que en Él, que tenía verdadero cuerpo y verdadera alma de hombre, no era falso ese afecto. Por eso se dicen cosas verdaderas cuando se cuenta que se contristó con ira por la dureza de corazón de los judíos.

## Movimiento de la multitud
Jesús entonces "se retira", ἀνεχώρησεν (anechōrēsen), y baja junto a un lago, presumiblemente el Mar de Galilea, y la gente le sigue hasta allí. Algunos autores, como el comentarista norteamericano Albert Barnes, parece que la palabra significa huida, ya que aparece después de que Marcos hable del complot contra Jesús, "... a las regiones solitarias que rodeaban el mar, donde podría estar en la oscuridad, y evitar sus designios contra su vida", pero podría significar con la misma facilidad que abandonó Cafarnaún para ir al mar cercano. Marcos dice que la gente había venido de "[...] Judea, Jerusalén, Idumea, y las regiones al otro lado del río Jordán y alrededor de Tiro y Sidón". (Mark 3:8) Marcos muestra así que la gente venía de muchas zonas, no sólo de Galilea. No está claro si estas personas eran no judías, ya que las zonas no judías enumeradas también contenían poblaciones judías. Otro grupo de la época a considerar son los prosélitos judíos.
El comentarista protestante Heinrich Meyer divide el movimiento de las multitudes en dos secciones:
- Versículo 7b: una gran multitud de Galilea le seguía (desde Cafarnaúm hasta el mar);
- Versículos 7c y 8: una gran multitud de Judea 8, de Jerusalén, de Idumea y del otro lado del Jordán, y los (judíos) de Tiro y Sidón, oyeron cuántas cosas hacía, y vinieron a él.[14]

Jesús hace que los discípulos le preparen una barca para evitar "aglomeraciones", porque "... había curado a muchos, de modo que los que tenían enfermedades se adelantaban para tocarle" (Marcos 3:10) y luego cura a muchos de los enfermos. Los endemoniados llevados ante él caen cada vez que lo ven, o tan pronto como lo ven, y lo llaman el Hijo de Dios, pero él les dice que no digan a la gente quién es, continuando el tema del Secreto Mesiánico.

### Comentarios
Como confrontación con la actitud de los que vigilan a Jesús, están las verdaderas muchedumbres que acuden a Él, y los espíritus inmundos no tienen más remedio que rendirse. En estos versículos se describe como el anuncio del Evangelio, apoyados con obras y palabras, ha atravesado las fronteras de Galilea y congrega junto a multitudes de toda Palestina junto a Jesús: es un preludio de la universalidad del Evangelio. Las gentes se agolpan en torno a Jesús, que se repetirá entre los cristianos de cualquier clase y época, ya que sólo por la Humanidad Santísima del Señor pueden salvarse y unirse a Dios: 

Éste es, amados hermanos, el camino por el que llegamos a la salvación, Jesucristo, el sumo sacerdote de nuestras oblaciones, sostén y ayuda de nuestra debilidad. Por Él, podemos elevar nuestra mirada hasta lo alto de los cielos; por Él, vemos como en un espejo el rostro inmaculado y excelso de Dios; por Él, se abrieron los ojos de nuestro corazón; por Él, nuestra mente, insensata y entenebrecida, se abre al resplandor de la luz, por Él quiso el Señor que gustásemos el conocimiento inmortal.

## Elección de los Doce Apóstoles
Después de destacar la creciente multitud que seguía a Jesús, Marcos dice que Jesús subió a una montaña y llamó a doce, a quienes nombró Apóstoles, con el poder de predicar y "expulsar demonios". Algunos manuscritos de Marcos no tienen a Jesús llamándolos Apóstoles en el Versículo Mark 3:14. Versículo Mark 6:30 puede ser la única vez que utiliza la palabra, que es más frecuentemente (68 de 79) utilizado por Lucas el Evangelista y Pablo de Tarso, véase Strong's G652. Quizá sea simbólico que esto ocurra en una montaña, una altura donde la gente puede encontrarse con Dios en la tradición judía, como Moisés hablando con Dios en el Monte Sinaí, véase también el Sermón de la Montaña. Marcos presenta a Jesús atrayendo a grandes multitudes a sus enseñanzas, y cambia de montañas a lagos y a casas a voluntad, creando un paisaje evocador que algunos encuentran falto de verosimilitud, aunque la zona contiene tales accidentes geográficos.

### Versículo 16
Y a Simón le puso por sobrenombre Pedro;
Nombra a Simón, llamado Pedro, Santiago el mayor, Juan, Andrés, Filipo, Bartolomé, Mateo, Tomás, un segundo Santiago el Menor, Tadeo, Simón a quien Marcos llama Zelote, y por último Judas Iscariote.
Las listas de Lucas en Lucas Lucas 6:12-16 y Acts Hechos 1:13 no incluyen a un Tadeo, pero en su lugar enumeran a "Judas, hijo de Santiago" o "Judas el hermano de Santiago", que algunos han afirmado que son dos nombres para la misma persona, Judas Tadeo. Lucas también tiene la historia de los Setenta Discípulos. La lista de Mateo es la misma que la de Marcos en Mateo 10:1-4, aunque unos pocos manuscritos occidentales de Mateo tienen un Judas Tadeo.  Esto también podría indicar que en la época en que se escribieron los Evangelios el recuerdo exacto de los Apóstoles "menores" se había vuelto incierto, y que no existe ningún "Judas Tadeo", una creación de la hagiografía posterior. El Evangelio de Juan no menciona a Bartolomé, aunque el Natanael de Juan suele equipararse a él.
Marcos dice que los hermanos Santiago y Juan recibieron el título de Boanerges, que Marcos nos dice que significa "Hijos del Trueno", aunque muchos eruditos modernos no están de acuerdo con esta traducción. Se han dado muchas explicaciones para este título pero ninguna comanda un consenso. Marcos no explica por qué Jesús dio a Simón el nombre de Pedro, que significa roca. 16:18 tiene su nombramiento en relación con la iglesia y 1:42 tiene que ver con su carácter. También podría tener un significado irónico, ya que incluso Pedro niega a Jesús al final.
Felipe y Andrés son ambos nombres Griego, también Tadeo y Lebbao. Algunos judíos, especialmente de lugares como Galilea, donde había importantes poblaciones no judías, tenían un nombre griego además de un nombre judío.
El segundo Simón se llama kananaios, probablemente derivado de la palabra qan'ānā en arameo, que significa zelote, lo que podría significar que pertenecía a un movimiento político en rebelión contra el Roma, pero también podría significar que era religiosamente celoso. Lucas utiliza el término griego zēlōtēs.
Iscariote podría ser el apellido de Judas o podría ser una referencia a su lugar de origen, que significa "hombre de Kerioth" También podría derivar de sicarios. El hecho de que haya doce Apóstoles se véase como relacionado con las Doce tribus de Israel.
Jesús los "enviará", el verbo griego apostolien (Strong's G649) que significa enviar, hacer el trabajo que él ha estado haciendo pero sin que él esté presente. Muchas iglesias interpretan esto como su fundación de la iglesia, ya que crea un grupo especial para trabajar en su nombre sin él. Véase también la Gran Comisión.

### Comentarios
Además de a los grupos de personas señalados antes —muchedumbres, discípulos, y también espíritus inmundos— el evangelio se anunciará a continuación a otros: los Doce, los escribas y fariseos, los parientes de Jesús, su Madre, etc. El evangelista pone un énfasis especial en el grupo de los Doce. Jesús elige justo a doce Apóstoles lo que tiene una profunda significación. El número doce es el de los doce patriarcas, origen de las doce tribus de Israel: los Apóstoles representan al nuevo Pueblo de Dios, la Iglesia católica fundada por Jesús. El evangelio señala unos rasgos de estos Doce. En primer lugar, el origen del discipulado es una llamada voluntaria y gratuita de parte del Señor, a la que el elegido responde con prontitud: 

No tengas miedo, ni te asustes, ni te asombres, ni te dejes llevar por una falsa prudencia. La llamada a cumplir la Voluntad de Dios —también la vocación— es repentina, como la de los Apóstoles: encontrar a Cristo y seguir su llamamiento… —Ninguno dudó: conocer a Cristo y seguirle fue todo uno.

En segundo lugar, la llamada comporta una posición ante la vida: el apóstol es «constituido», como lo eran los sacerdotes elegidos por Dios en el Antiguo Testamento.Facultad de Teología. Comentarios a la Sagrada Biblia: Universidad de Navarra (Spanish Edition) (p. 9268). EUNSA Ediciones Universidad de Navarra. 
En tercer lugar, es cuestión primordial del discípulo «estar con Jesucristo», porque 

...siendo Cristo, enviado por el Padre, fuente y origen del apostolado de la Iglesia, la fecundidad del apostolado, tanto el de los ministros ordenados como el de los laicos, depende de su unión vital con Cristo.

En cuarto lugar, el discípulo es llamado para ser enviado a reiterar las acciones de su maestro, es decir, «predicar» «con potestad»: 

Aquellos bienaventurados discípulos fueron columnas y fundamento de la verdad; de ellos afirma el Señor que los envía como el Padre lo ha enviado a Él. Con esas palabras, al mismo tiempo que muestra la dignidad del apostolado y la gloria incomparable de la potestad que les ha sido conferida, insinúa también, según parece, cuál ha de ser su estilo de obrar. (…) Su misión consiste en invitar a los pecadores a que se arrepientan y curar a los enfermos de cuerpo y de alma, y que en el ejercicio de su ministerio no han de buscar su voluntad sino la de Aquel que los ha enviado, y que han de salvar al mundo con la doctrina que de Él han recibido.

## Una casa dividida
Jesús va a casa de alguien (o "la casa", posiblemente la casa de Pedro, versículo 19 en algunas versiones, versículo 20 en otras), y una gran multitud le sigue hasta allí. Según Marcos, esto impidió que Jesús y sus discípulos pudieran comer. "Al enterarse de esto su familia (hoi par' autou), fueron a hacerse cargo de él, pues decían: "Está fuera de sí"". (Mark 3:21), o "fuera de sí", exestē (Strong's G1839), que podría leerse como que la familia de Jesús lo acusaba de estar loco o describiendo lo que otros habían dicho de Jesús. De cualquier manera van a afirmar su control sobre él, tal vez para evitar que avergüence a la familia. Escuchar que Jesús está siendo seguido por tanta gente no parece estar de acuerdo con su visión de él. Si era Jesús enseñando y atrayendo a grandes multitudes o no comiendo lo que les molesta tanto no está claro. Unos pocos manuscritos tempranos tienen "los escribas y los otros" en lugar de su familia, pero estos son usualmente vistos como alteraciones tal vez diseñadas para atenuar la impresión de la propia familia de Jesús hacia él.
.

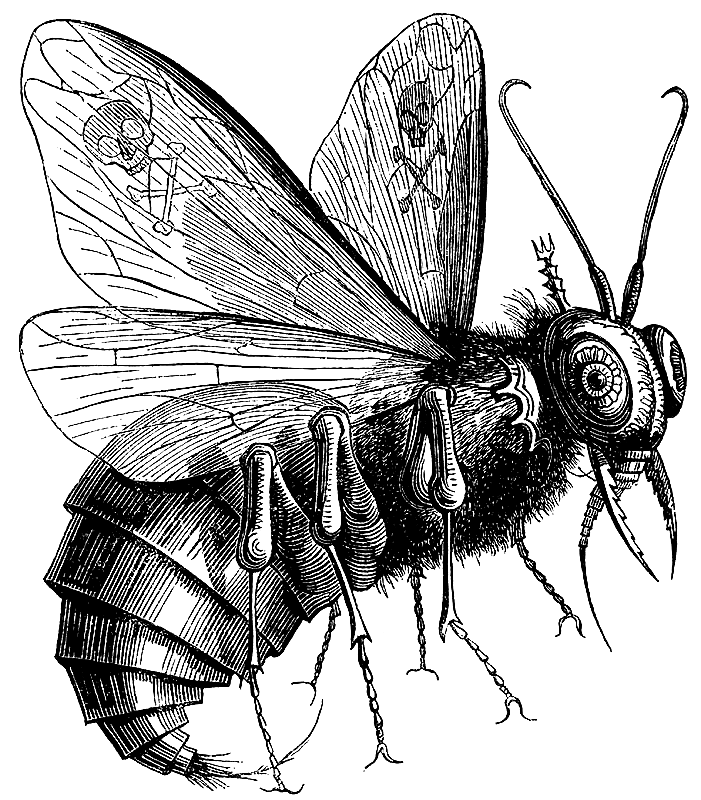
Beelzebub como se representa en el Dictionnaire Infernal de Jacques Collin de Plancy (París, 1863)

Unos escribas de Jerusalén, que según Mateo eran fariseos, vienen y le acusan de algo peor que estar loco, utilizar a Belcebú, y/o al "príncipe de los demonios" para expulsar a los demonios. Su poder sobre los demonios, afirman, proviene del propio poder maligno. Se cree que Belcebú significa tal vez "señor de las moscas" o "señor del estiércol" o "señor de la altura o morada", pero no existe certeza en cuanto a su significado exacto. No discuten que de hecho expulsara a los demonios. Parecen creer que el poder de Jesús está más allá de las capacidades humanas y debe ser sobrenatural de origen. La acusación de que Jesús usaba poderes malignos probablemente se hizo contra él a sus seguidores durante bastante tiempo después de su muerte. El Seminario de Jesús cree que la versión en Lucas 11:15-17 es "roja" ("auténtica") y la llama "la controversia de Beelzebul". Marcos 3:20-21 se determina que es "rosa" ("una aproximación a lo que hizo Jesús") y se llama "Los parientes de Jesús vienen a por él", al igual que Marcos 3:31-35, Mateo 12:46-50, y el Evangelio de Tomás. 99:1-3 donde se les llama "Verdaderos parientes".
Marcos a menudo tiene a Jesús usando analogías, metáforas o acertijos, llamados parábolas por Marcos. Jesús responde:
¿Cómo puede Satanás expulsar a Satanás? Y si un reino está dividido contra sí mismo, ese reino no puede permanecer. Y si una casa está dividida contra sí misma, tal casa no puede permanecer. Y si Satanás se levantare contra sí mismo, y fuere dividido, no puede subsistir, sino que tiene fin.
Nadie puede entrar en casa de un hombre fuerte y saquear sus bienes, si primero no ata al hombre fuerte, y entonces saqueará su casa.
En verdad os digo que todos los pecados serán perdonados a los hijos de los hombres, y las blasfemias con que blasfemaren: Pero el que blasfeme contra el Espíritu Santo nunca tendrá perdón, sino que está en peligro de condenación eterna . (Marcos 3:23-29)
Si Jesús está trabajando contra lo que es malo, como los demonios, entonces esto no puede ser obra de Satanás, ya que Satanás estaría trabajando contra sí mismo. Jesús entonces se compara a sí mismo con un ladrón que entra en la "casa de un hombre fuerte", y lo ata para "saquear su casa", es decir, para robarle. El "hombre fuerte" es Satanás. Satanás, dice Jesús, es fuerte y debe ser atado para poder robarle. Está robando a Satanás la posesión de la gente, o la casa podría verse como el mundo mismo. La Nueva Traducción Viviente añade la interpretación de que hay "alguien aún más fuerte". G. F. Maclear afirma que "el Más Fuerte que el Fuerte es Cristo"
Jesús da a entender así que lo que ha estado haciendo es directamente contra Satanás y que sus motivos son la mayor ruina de Satanás. Su poder, afirma, es bueno y, por tanto, también debe proceder de una fuente buena, Dios.
Jesús también afirma que todos los pecados pueden ser perdonados, excepto un pecado eterno, como la blasfemia contra el Espíritu Santo (Marcos 3:28-29). Marcos inserta su propia explicación de por qué Jesús dijo esto, afirmando "Dijo esto porque decían: "Tiene un espíritu maligno"". (31), así Jesús según Marcos está diciendo que acusarlo de usar a Satanás para su poder es en efecto llamar mala la obra de Dios y no ver la obra de Dios en las acciones de Jesús. Los paralelos en Mateo 12:31-32 y Lucas 12:10 y el Evangelio de Tomás 44 llaman a esto el pecado imperdonable. Los pecados imperdonables también se enumeran en la Hebreos. Hebreos 6:4-6 y 31 así como en la 1 Juan. 31. También existe un posible vínculo con 1 Corintios. 12:2-3. 
Su primera respuesta a la acusación, que una "casa dividida" no puede permanecer, se ha convertido en una pieza común de sabiduría, el ejemplo moderno más famoso es el de Abraham Lincoln que usó de esta frase durante la campaña electoral senatorial de 1858 contra Stephen Douglas. Lincoln utilizó la metáfora de una "casa dividida" para describir la situación de los Estados Unidos en vísperas de la Guerra Civil.

### Comentarios
Peor que lo que piensan los parientes de Jesús es la acusación de los escribas que vinieron de Jerusalén. Ellos aceptan el poder de Jesús sobre los demonios, pero llegan a atribuir al diablo lo que son obras de Dios. Jesús les explica, con unas confrontaciones, el dislate de la acusación. En el razonamiento del Señor hay unas indicaciones muy sutiles: con su llegada al mundo, hay un conflicto entre dos reinos, el de Satanás y el Reino de Dios. Por tanto, si Satanás ha sido vencido por Jesús es imposible que Jesús tenga algo que ver con Satanás. Satanás es fuerte, pero Jesús es más fuerte. Al final, ante la ceguera de sus corazones, Jesús, que había mostrado con su misericordia el perdón a los pecadores comiendo con ellos, advierte lo difícil que será el perdón para quienes voluntariamente se oponen al conocimiento de la verdad. En esa actitud consiste precisamente la gravedad especial del pecado contra el Espíritu Santo: «atribuir a Satanás las obras de bondad realizadas por el mismo Dios». Quien actuara así sería como un enfermo que, en el colmo de su cerrazón, rechazara al médico que le ha de curar, y rechazara como un veneno la medicina que le puede salvar. Por eso dice Jesús que el que blasfema contra el Espíritu Santo no tendrá perdón: pero no es porque Dios no pueda perdonar todos los pecados, sino porque esta persona, en su cerrazón frente a Dios, rechaza y las gracias del Espíritu Santo.

## La familia de Jesús
Llegan la madre y los hermanos de Jesús y envían a alguien a buscarlo. Él responde, dirigiéndose a la multitud que le rodea: "¡Aquí están mi madre y mis hermanos! El que hace la voluntad de Dios es mi hermano, mi hermana y mi madre" (Marcos 3:34-35).
La respuesta de Jesús a su familia, que los que le siguen son su familia es, según Kilgallen, la forma que tiene Jesús de subrayar "... el hecho de que su vida ha cambiado hasta tal punto que los lazos familiares ya no se anteponen a aquellos a los que enseña el reino de Dios". Jesús pone la lealtad a Dios por encima de la lealtad a la familia. Los lazos familiares se consideraban muy importantes en la sociedad de la época, y algunas personas incluso hoy en día se sienten preocupadas por este aparente conflicto entre Jesús y su familia. Sin embargo, Jesús afirma que sus lazos, y el respeto y amor que le debe a su familia, irán a parar a los que obedecen a Dios. La familia de Jesús se menciona de nuevo en Marcos Marcos 6:3. La historia de Jesús y su familia también se encuentra en el Evangelio de Tomás como diciendo 99. En Marcos Marcos 10:28-31, Pedro dice que han dejado todo para seguir a Jesús y enumera las grandes recompensas, así como las persecuciones que obtendrán por seguirlo.
Estos incidentes aparecen en todos los Evangelios sinópticos. En Mateo ocurren en 12:22-50, y en Lucas se reparten entre 8:19-21 y 11:14-28. Sin embargo, ni Mateo ni Lucas afirman que la familia de Jesús pensara que estaba "... fuera de sí". Juan, aunque no menciona ninguno de estos incidentes, relata en el capítulo 7 cómo "... ni sus propios hermanos creían en él" porque no quiso ir a la Fiesta de los Tabernáculos con ellos y hacer milagros, aunque más tarde va allí en secreto. Juan 6:66 dice que "muchos de sus discípulos se volvieron atrás y ya no le seguían". La visión negativa de la familia de Jesús puede estar relacionada con el conflicto entre Pablo y los cristianos judíos.
Hay mucho desacuerdo sobre si estos "hermanos" a los que se hace referencia aquí son los hermanos reales de Jesús o simplemente hermanastros o primos. La doctrina oficial de la Iglesia católica y de la Ortodoxia bizantina es que María era una virgen perpetua, y por lo tanto no podía haber tenido otros hijos además de Jesús, por lo que estos medios hermanos de Jesús, hijos de José de otro, no registrado, el matrimonio, o primos. Sólo Tertuliano parece haber cuestionado esto en la Iglesia primitiva. El Islam también sostiene que María era una virgen perpetua, al igual que muchos de los primeros protestantes, aunque muchos protestantes de hoy no sostienen la doctrina de la virginidad perpetua, y por lo tanto creerían que estos son los hermanos completos de Jesús. Unos pocos manuscritos antiguos también tienen "y tus hermanas" en el Versículo Marcos 3:32..
Esta sección ofrece un claro ejemplo de la técnica del sándwich de Marcos, en la que un relato se intercala en el centro de otro. Marcos ha destacado dos reacciones ante Jesús y sus enseñanzas y actos: una de fe, como la de sus seguidores, y otra de incredulidad y hostilidad. Jesús explica la naturaleza del efecto de sus enseñanzas en los demás en la Parábola del sembrador en Marcos 4.

### Comentarios
En estos versículos se distingue claramente a la Madre y a los «hermanos» de Jesús de los otros parientes que le tomaban por loco. La escena relatada señala una característica fundamental del cristiano: el cumplimiento de la voluntad de Dios supone un parentesco con Cristo más estrecho que el parentesco natural de sangre. Por eso la inclusión aquí de la Madre de Jesús es muy significativa ya que Ella, con su correspondencia a la voluntad de Dios, prefiguró lo que sería la vida de los discípulos: 

¿Por ventura no cumplió la voluntad del Padre la Virgen María, Ella, que dio fe al mensaje divino, que concibió por su fe, que fue elegida para que de Ella naciera entre los hombres el que había de ser nuestra salvación, que fue creada por Cristo antes que Cristo fuera creado en Ella? Ciertamente, cumplió Santa María, con toda perfección, la voluntad del Padre, y, por esto, es más importante su condición de discípula de Cristo que la de madre de Cristo, es más dichosa por ser discípula de Cristo que por ser madre de Cristo. Por esto, María fue bienaventurada, porque, antes de dar a luz a su maestro, lo llevó en su seno.

Respecto a la expresión que aparece aquí «hermanos» de Jesús, la Iglesia católica confiesa la perpetua virginidad de María, y, por tanto, lo lógico es aclarar el significado de este término: 

La Escritura menciona unos hermanos y hermanas de Jesús. La Iglesia siempre ha entendido estos pasajes como no referidos a otros hijos de la Virgen María; en efecto, Santiago y José “hermanos de Jesús” son los hijos de una María discípula de Cristo que se designa de manera significativa como “la otra María”. Se trata de parientes próximos de Jesús, según una expresión conocida del Antiguo Testamento.